# Cladodromia insignita
Cladodromia insignita är en tvåvingeart som beskrevs av Collin 1928. Cladodromia insignita ingår i släktet Cladodromia och familjen dansflugor. Inga underarter finns listade i Catalogue of Life.